# گریستوک، کامبریا
گریستوک (به انگلیسی: Greystoke) یک روستا، سازه تزئینی و محله مدنی در بریتانیا است که در منطقه ادن واقع شده‌است. گریستوک ۶۵۴ نفر جمعیت دارد.